# Estadio Atilio Paiva Olivera
Das Estadio Atilio Paiva Olivera ist ein Stadion in der uruguayischen Stadt Rivera. Es fasst 27.135 Zuschauer und wird zurzeit hauptsächlich als Fußballstadion genutzt. 
Der heimische Fußballverein Frontera Rivera Chico trägt hier seine Heimspiele aus.